# Aimé Sakombi Molendo
Aimé Sakombi Molendo, né à Kinshasa le 2 mai 1972, est un homme politique de la république démocratique du Congo. 
De 2019 à 2024, il est ministre des Affaires foncières au sein des gouvernements de Sylvestre Ilunga et Jean-Michel Sama Lukonde Kyenge. Il est ministre des Ressources hydrauliques et de l'Électricité du gouvernement Suminwa II depuis août 2025.

## Biographie
Aimé Molendo Sakombi est né à Kinshasa le 2 mai 1972.
Molendo Sakombi Aimé-Guylain, fils du ministre Dominique Sakombi Inongo, est à l’origine homme des médias. A ce titre, il a été conseiller au ministère de l’information, communication et médias .
Aimé Sakombi Molendo est secrétaire interfédéral de l'Union pour la nation congolaise (UNC) parti de Vital Kamerhe dans la ville province de Kinshasa et cadre de la coalition Cap vers le changement (CACH). Il est élu député lors des élections législatives de 2018.
En 2019, il est nommé ministre des Affaires foncières par le président Félix Tshisekedi dans le gouvernement Ilunga. Il est reconduit dans les gouvernements Lukonde I et II.
En janvier 2024, après publication des résultats provisoires des élections législatives du 20 décembre 2023, il est réélu député national de la circonscription de Lisala-ville,.
En juin 2024, il est nommé ministre des Hydrocarbures dans le gouvernement Suminwa I.
En août 2025, Aimé Sakombi Molendo est nommé ministre des Ressources hydrauliques et de l'Électricité dans le gouvernement Suminwa II.